# Église Sainte-Marie-Magdeleine du Plessis-Robinson
L'église Sainte-Marie-Magdeleine du Plessis-Robinson est un lieu de culte catholique situé rue André Le Nôtre au Plessis-Robinson, dans le département français des Hauts-de-Seine.

## Histoire
L’église Sainte-Magdeleine a été construite en 1966 par les architectes André Remondet et André Malizard, sur le plateau, au cœur des nouveaux quartiers de logements.
Elle est le lieu de culte principal de la ville et porte le nom de sainte Marie-Magdeleine, patronne du Plessis depuis le Moyen Âge.

## Description
C'est un édifice de dix-sept mètres de hauteur, fait de bois et de dalles de béton, et dont la toiture est composée de pans de différentes hauteurs.